# Cupro

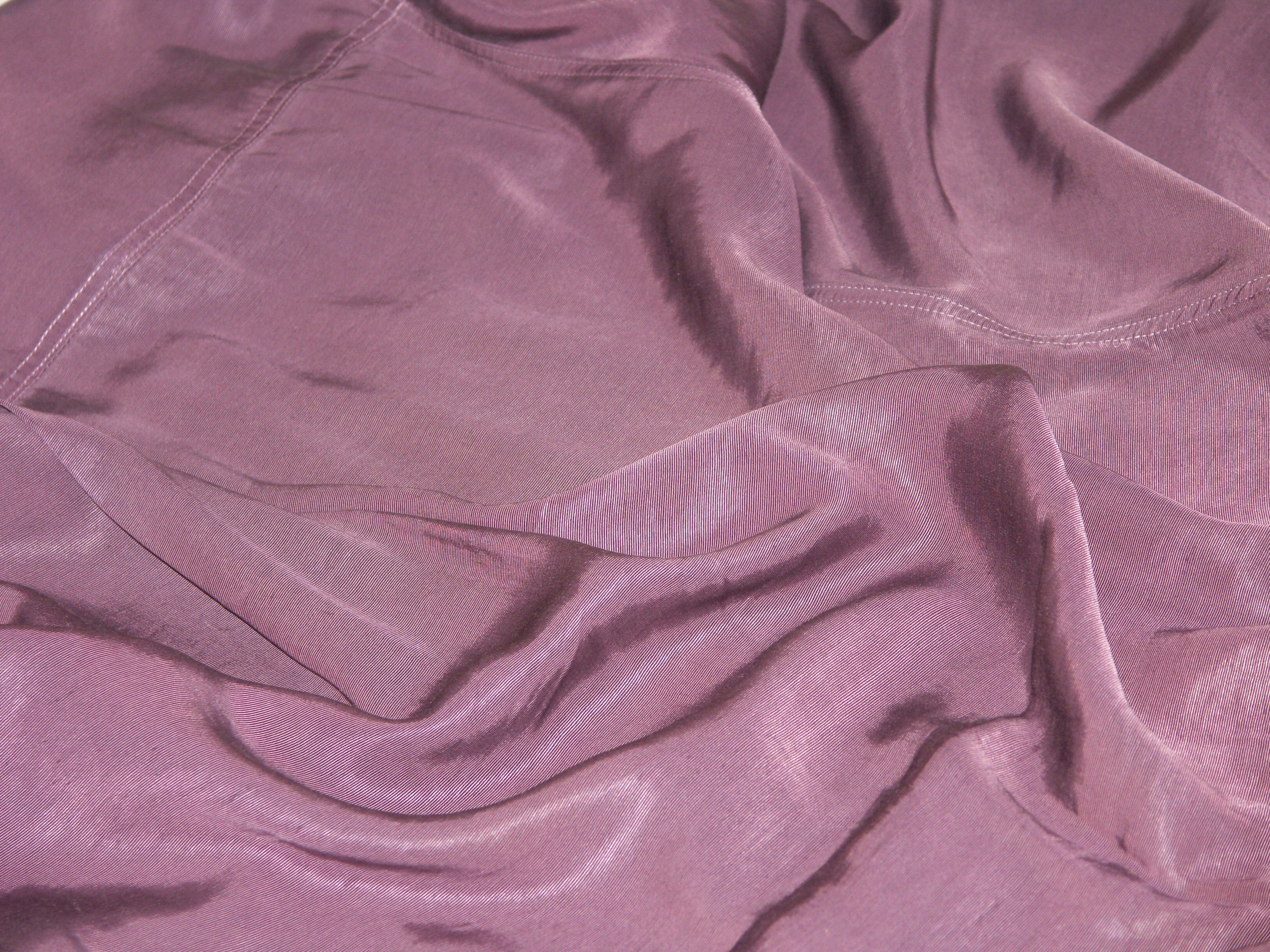
Tessuto in cupro

Cupro (rayon cuproammoniacale) è il nome con cui è conosciuta la fibra di cellulosa rigenerata ottenuta mediante il procedimento cuprammoniacale. Il Cupro è un materiale antistatico e traspirante.
Il procedimento, nato in Germania alla fine dell'Ottocento, ha avuto applicazioni industriali a partire dal 1911, ad opera della Bemberg e poi rilanciata in diversi paesi, Italia compresa, negli anni tra le due guerre.       L'Asahi Kasei che produce il Cupro dal 1931, dal 2009  è rimasta l'unica produttrice,  partendo dai linter di cotone, elemento che conferisce una credenziale per poter parlare di Economia Circolare.
Il processo prevede di partire dai linter di cotone, i corti filamenti vicino al seme che sono il sottoprodotto dell'industria cotoniera e che presenta una composizione chimica (cellulosa) simile a quella delle fibre di cotone. La cellulosa, particolarmente pura, viene disciolta in una soluzione cuproammoniacale (rame e ammoniaca) che poi viene estrusa nel filatoio in forma di filo o anche di fiocco. Il prodotto si presenta come il rayon, più simile alla seta sia come lucentezza, sia come mano tessile. Si possono avere fili multibava estremamente sottili, anche di danaratura di 1 dtx (decitex).
La produzione era originariamente molto inquinante, perché le acque di lavaggio contenevano elevate quantità della soluzione cuproammoniacale e soprattutto il rame ha effetti devastanti sull'ecosistema. Enormi progressi sono stati poi compiuti sotto questo aspetto. Oggi si tratta di un processo tracciabile e trasparente, con un uso sempre più efficiente delle risorse idriche ed energetiche, che riesce a recuperare quasi tutti i materiali grazie al suo sistema dinamico di gestione dei rifiuti. Cupro può affermare e certificare un fine vita biodegradabile, così come verificato dai test effettuati da una terza parte come Innovhub-SSI. Cupro ha ottenuto la certificazione GRS (Global Recyling Standard) a cura di Textile Exchange dimostrando l’autenticità del suo processo di riciclo. Cupro è anche certificato OEKO-TEX® Standard 100 e Eco Mark. Lo stabilimento Asahi Kasei nel quale è prodotto il Cupro vanta la certificazione ISO 14001.
Il prodotto con il marchio Bemberg Cupro può essere commercializzato solo dall'Asahi Kasei, a livello globale.

## Proprietà
Il cupro ha un'alta densità, maggiore delle altre fibre artificiali, che varia da 1,52 a 1,54 g/cm³ a seconda della qualità
Ha una tenacità bassa da 2,2 a 2,6 g/den che si abbassa ancora a umido raggiungendo i valori di 1,2-1,5 g/den.
Il Cupro è una fibra molto igroscopica infatti può assorbire il 110% di umidità.